# Sveriges veterinärförbund
Sveriges veterinärförbund är ett fackförbund för Sveriges veterinärer och fungerar även som en intresseorganisation för veterinärer. Det grundades 1860 och ingår i Saco. Fort- och vidareutbildning genomförs av Sveriges veterinärmedicinska sällskap, som nu är en del av Sveriges veterinärförbund och heter Veterinärmedicinska rådet. 
Veterinärförbundets högsta beslutande organ är fullmäktige, som sammansträder vartannat år och utser förbundsstyrelsen. Förbundsordförande är Eleonor Fredler.

## Historik
6 oktober 1860 grundades Svenska veterinärläkareföreningen på initiativ av veterinären och filosofie doktorn Olof Pehrsson Bendz och regementshästläkaren G. V. Klingstedt. Denna förening hade till uppgift att främja veterinärväsendets utveckling i vetenskapligt, praktiskt och socialt hänseende samt att utgöra den organisation som representerade veterinärkåren utåt i dess förhållande till myndigheter och andra sammanslutningar. Syftet var även att lämna hjälp åt behövande veterinärer eller deras efterlevande och att uppmuntra och belöna veterinärvetenskapliga insatser och arbeten. En stipendiefond byggdes också upp från 1871. Från 1865 lämnades bidrag till utgivning av en svensk tidskrift för veterinärmedicin, inledningsvis under namnet Tidskrift för veterinärer, hästvänner och landthushållare, från 1882 benämnd  Tidskrift för veterinärmedicin och husdjursskötsel och från 1896 till 1948 Svensk veterinärtidskrift. 1949 gick denna tidskrift, tillsammans med Skandinavisk veterinärtidskrift och övriga nationella nordiska veterinärtidskrifter, upp i Nordisk veterinærmedicin. 1949 började istället Svenska veterinärläkareföreningens medlemsblad ges ut.
Efter en tid bildades dels lokala veterinärföreningar, dels specialföreningar inom Svenska veterinärläkareföreningen. Under de första decennierna bildade lokala veterinärföreningar i form av Södermanlands läns veterinärförening (1881), Upplands veterinärsällskap (1886) och Stockholms veterinärsällskap (1891), senare (1910) sammanslagna till Stockholm-Upplands veterinärsällskap. Vidare bildades Östergötlands veterinärförening (1889), Närke-Västmanlands veterinärsällskap (1892), Gävle-Dala veterinärförening (1896), Skånska veterinärföreningen (1891) och Sydvästra Sveriges (Smålands-Blekinge och Västergötlands) veterinärsällskap (1892). Specialföreningar bildade under de första decennierna var Länsveterinärföreningen (1894), Svenska fältveterinärsällskapet (1897), Svenska veterinärläkareföreningens sektion för kött- och mjölk-kontroll (1903) samt Svenska distriktsveterinärföreningen (1909).
1950 bytte Svenska veterinärläkareföreningen namn till Svenska veterinärförbundet. Sveriges yngre veterinärers förening grundades 1934 och gick 1950 upp i Svenska veterinärförbundet. Medlemsbladet gavs 1950–1963 ut som Medlemsblad för Sveriges veterinärförbund och blev 1964 Svensk veterinärtidning